# Small Planet Airlines

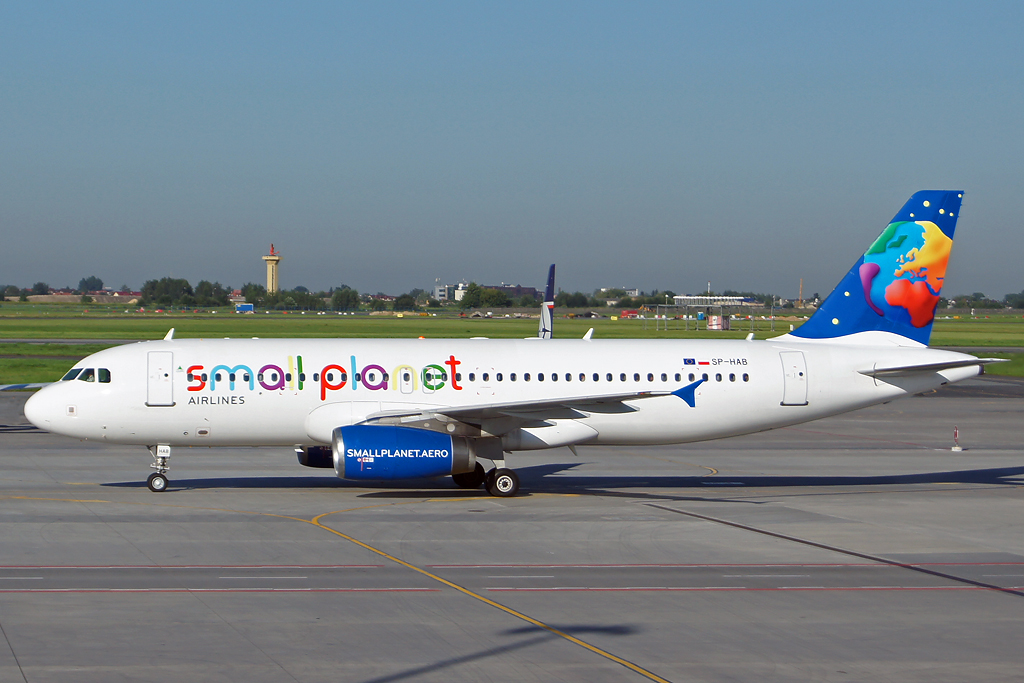
Small Planet Airline Polonia SP-HAB en el Aeropuerto de Varsovia

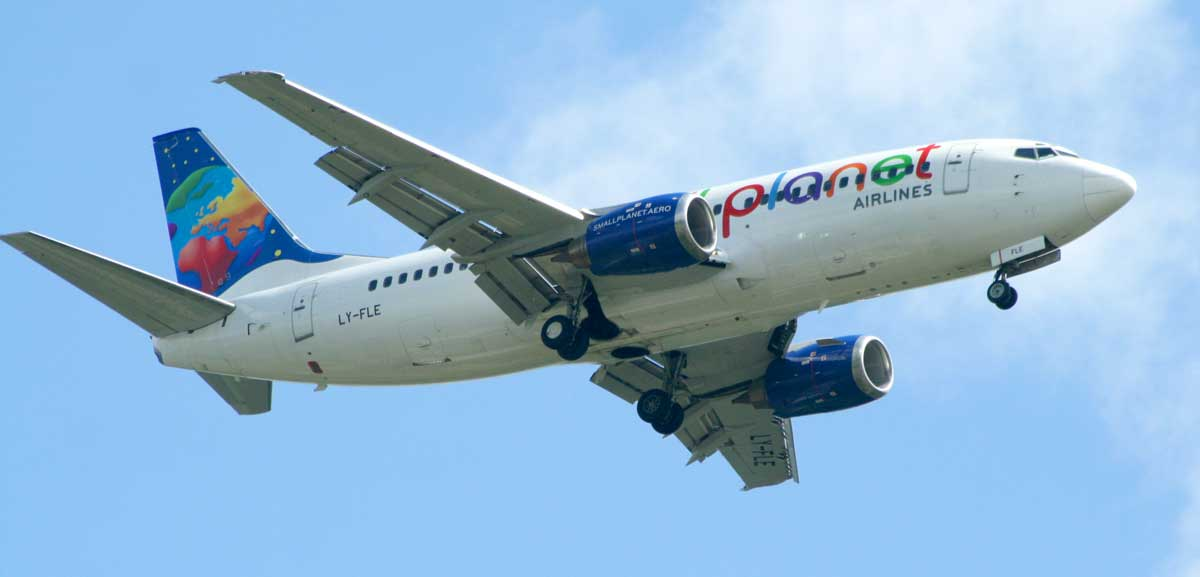
Boeing 737 Small Planet

Small Planet Airlines (estilizado en minúsculas) era una aerolínea lituana-polaca chárter con base en Vilna (Lituania), Varsovia y Katowice (Polonia). Además contaba con bases en los aeropuertos de Ámsterdam (Aeropuerto de Ámsterdam-Schiphol), Londres (Aeropuerto de Londres-Gatwick), París (Aeropuerto de París-Charles de Gaulle) y Lárnaca (Aeropuerto Internacional de Lárnaca) en época estival.

## Historia
La aerolínea fue fundada en 2008 para operar vuelos chárter independientes de FlyLal. Como aerolínea, FlyLal Charters es una marca de la propia FlyLal Group. Ahora el nombre de la aerolínea es Small Planet Airlines.
El 28 de noviembre de 2018 la aerolínea cesó sus operaciones.